# Красовицкий, Станислав Яковлевич
Станисла́в Я́ковлевич Красови́цкий (в крещении Стефан; 1 декабря 1935, Москва — 10 января 2025, Зеленоградский, Московская область) — советский и российский религиозно-политический деятель, русский поэт, переводчик, публицист.

## Биография
В 1959 году окончил английское отделение Московского государственного института иностранных языков им. Мориса Тореза.
Основная масса его стихов была написана в течение пяти лет, во второй половине 1950-х годов. Примыкал к поэтической группе московского поэта Леонида Черткова, существовавшей в 1950-х годах.
В 1960-е годы он, обратившись в христианство, отказался от поэзии и уничтожил все свои стихи. Однако сохранилось много стихов в домашних архивах его друзей и знакомых, а также многие стихи были восстановлены его друзьями по памяти.
Работал старшим научным сотрудником в Госфильмофонде, затем в институте «Гинцветмет». В 1970—1980-е годы был редактором самиздатского православного журнала «Фордевинд».
В 1989 году эмигрировал в США. Перешёл в РПЦЗ. 4 ноября 1990 года митрополитом Восточно-Американским и Нью-Йоркским Виталием (Устиновым) в храме Казанской Иконы Божией Матери в штате Нью-Джерси был рукоположен в диакона, приняв имя Стефан, а 21 ноября 1990 года им же в храме Архангела Михаила также в штате Нью-Джерси был рукоположен в сан священника. Тогда же назначен начальником Миссии Русской Православной Зарубежной Церкви. Служил в Леснинском женском монастыре во Франции, позже на приходе Архангела Михаила в Гилфорде в Великобритании. В 1992 году вернулся в Россию.
В сентябре 1994 года стал основателей и заместителем председателя «Комитета за нравственное возрождение Отечества», возглавляемого протоиереем Александром Шаргуновым.
17 октября 2000 года Архиерейский Собор РПЦЗ постановил «окончательно упразднить т. н. Миссию РПЦЗ, а считающему себя её руководителем священнику Стефану Красовицкому указать, что ему необходимо подчиняться своему правящему епископу, иначе он будет привлечён к ответственности перед духовным судом».
На 8-м Совещании российских преосвященных РПЦЗ 28 октября 2000 года в Нью-Йорке (присутствовали: Лазарь (Журбенко), Вениамин (Русаленко), Евтихий (Курочкин), Агафангел (Пашковский), Михаил (Донсков)) принято постановление: «Осудить самочиние о. Стефана Красовицкого, его порочащую нашу Церковь писательскую и общественную деятельность. Напомнить ему о необходимости пастырской заботы о своём приходе в городе Пушкино Московской области».
Не принял курса РПЦЗ на примирение с Русской православной церковью. После ухода на покой митрополита Виталия и образования РПЦЗ(В) в 2001 году примкнул к последней. После раскола в РПЦЗ(В) примкнул к юрисдикции Антония (Рудея). В 2015 году портал «АртДок» писал о нём: «У отца Стефана два прихода: один на чердаке его дома в Подмосковье, там он живет большую часть года и каждый день служит в полном одиночестве; второй в Карелии, в селе Реболы. В село на границе с Финляндией отец Стефан обычно приезжает летом, он служит в храме, построенном его старшим сыном. Жители села собирают ягоды, им не до походов на службы, но отец Стефан, кажется, и не стремится привлечь их в Храм».
До 2018 года проживал в городе Пушкино Московской области. После пожара, уничтожившего его дом, поселился в 4 километрах от села Дивеево Нижегородской области.
Летом 2019 года предстоятель Церкви Истинно-Православных христиан Греции (Хризостомовский синод) архиепископом Каллиник (Сарандопулос) удовлетворил прошение иерея Стефана Красовицкого о присоединении к данной юрисдикции.
Скончался 10 января 2025 года на 90-м году жизни. 14 января в храме Святителя Николая в Пыжах на улице Большая Ордынка состоялось отпевание. Похоронен на Головинском кладбище рядом с родителями (участок 17а).

## Творчество
По свидетельству поэта, прозаика, переводчика Андрея Сергеева, стихи Станислава Красовицкого чрезвычайно высоко оценивались в литературной среде. Михаил Айзенберг в 2001 году отмечал:

Ранние стихи Красовицкого и сейчас поражают, а тогда казалось, наверное, что они как с неба упали. <…> Может быть, именно в этих стихах впервые показался и выразил себя новый «дух времени», новый человек — охлаждённый, лишённый надежды, почти лишённый желаний, но вооружённый герметической иронией и навыками стоицизма.

Автор многочисленных статей в церковной печати: в том числе 1960—1970-е гг. под псевдонимами и анонимно в эмигрантских изданиях: «Вестник РХД» (Париж), «Православное обозрение» (Монреаль), «Православное дело». Издатель газеты «Ангел Валаама», вестника «Христианская Карелия». Переводчик трудов о. Серафима (Роуза), Г.-К. Честертона.
В 1990-е годы вернулся к поэтическому творчеству, однако новые стихи были написаны в совершенно другой, гораздо более простой стилистике. Эти «другие» или «новые» стихи, по признанию Красовицкого, написаны как бы уже другим автором. В 2001 году впервые после 40-летнего перерыва выступил с чтением своих стихов в клубе «Авторник» — отмечая уникальность этого события, Михаил Айзенберг особо подчеркнул, что выдающегося автора давних времён пригласили для выступления «литераторы из молодых, последнего призыва».
Стихи Станислава Красовицкого включены в ряд поэтических антологий.

## Книги
- Избранное: [Новые] стихи [и переводы]. — Тверь, 2002. — 56 с.
- Стихи. — М., 2006. — 160 с.
- о. Стефан Красовицкий. Катастрофа в Раю (статьи, доклады, интервью). — М.: Русский Гулливер, 2011. — 132 с.

## Фильмы
Первый документальный фильм с участием Красовицкого — «Кино о прошлом. Портрет эпохи мастерских» (2004) режиссера Лилии Вьюгиной. В 2005 году она же снимала его чтение стихов в студии телеканала «Ностальгия». На этом же телеканале он участвовал в программе «Рождённый в СССР».
В декабре 2015 года на фестивале Артдокфест был представлен документальный фильм «Стась», посвященный протоиерею Стефану Красовицкому. Авторы — Мария Турчанинова, Елена Шалкина.